# Lauren Child
Lauren Child OBE (ur. 29 listopada 1965 w Marlborough, w hrabstwie Wiltshire) – brytyjska pisarka i ilustratorka. Najlepiej znana z ilustrowanych książek dla dzieci Charlie i Lola oraz z serii o Clarice Bean.

## Życiorys
Urodziła się jako Helen Child w 1965 roku, później zmieniła imię na Lauren. Uczęszczała do St John’s School a od 16 roku życia do Marlborough College, gdzie jej ojciec był kierownikiem katedry sztuki. Studiowała krótko sztukę na Manchester Polytechnic a później w City and Guilds of London Art School. Pracowała w różnym charakterze między innymi jako asystentka Damiena Hirsta. Zaczęła też prowadzić własną firmę Chandeliers for the People. Wraz z aktorem Andrew St Clair'em wytwarzała egzotyczne abażury. Nie był to sukces komercyjny, choć abażury te są natychmiast rozpoznawalne jako jej prace. W latach 1998 – 2003 pracowała w agencji projektowej Big Fish.
Oprócz pełnych humoru ilustracji własnych książek Lauren Child jest również autorem ilustracji z serii Definitely Daisy napisanej przez Jenny Oldfield.
Na podstawie jej książki Charlie and Lola zrobiony został przez Tiger Aspect for Disney/CBBC serial telewizyjny, którego Child była producentem wykonawczym. Trzy serie po 26 epizodów zostały sprzedane na całym świecie i zdobyły wiele nagród, w tym BAFTA w 2007 za najlepszy program telewizyjny dla dzieci oraz za najlepszy scenariusz.

## Serie książek

### Charlie and Lola
Charlie i Lola to seria książek z obrazkami napisanych i ilustrowanych przez Lauren Child oraz program telewizyjny dla dzieci. Każdy półgodzinny odcinek zawiera dwie części o różnych wątkach, każdy rozpoczyna Charlie słowami: „Mam małą siostrę, Lolę. Jest mała i bardzo zabawna."

### Clarice Bean
Clarice Bean to seria książek z obrazkami napisanych i ilustrowanych przez Lauren Child, przeznaczona dla dzieci i młodzieży. Clarice Bean Tuesday to wiecznie marząca o czymś dziewczynka z problemani z ortografią. Jej najlepszymi przyjaciółmi są Betty P Moody i Karl Wrenbury. Clarice Bean jest fanem serii książek o tytule Ruby Redfort (Lauren Child pisze serie o Ruby Redfort od 2011 roku). Ma też wrogów Grace Grapello i pani Wilberton (jej nauczycielka). Jej rodzina składa się z mamy, taty, młodszego brata Minal Cricketa, starszej siostry Marcie, starszego brata Kurta, dziadka i babci, która mieszka w Ameryce.
Serię tworzą książki:
- Clarice Bean That's Me - książka z obrazkami o rodzinie Clarice.
- My Uncle is a Hunkle, Says Clarice Bean - książka z obrazkami - rodzice Clarice odeszli a ona jest pod opieką wuja.
- What Planet Are You From Clarice Bean? - książka z obrazkami - Clarice i jej brat Kurt próbują ocalić Ziemię.
- Utterly Me, Clarice Bean - powieść - Clarice ma zrobić projekt książki.
- Clarice Bean Spells Trouble - powieść - Clarice jest w tarapatach z powodu ortografii.
- Clarice Bean, Don't Look Now! - powieść - Clarice robi listę zmartwień i zastanawia się, które jest jej najgorszym.

### Ruby Redfort
W 2009 roku Lauren Child podpisała z HarperCollins kontrakt na sześć książek z serii Ruby Redfort. Tytułowy bohater to tajny agent i pogromca tajemnic. Ruby jest geniuszem w łamaniu kodów, odważnym detektywem, który okazuje się być trzynastoletnią dziewczyną.
Pierwsza książka z serii, Ruby Redfort: Look Into My Eyes została wydana we wrześniu 2011 roku.
Tajne kody opisane w książce zostały opracowane przez Lauren Child i matematyka Marcusa du Sautoya.

## Publikacje
jako autorka i ilustratorka
- Clarice Bean, That's Me (1999) – pierwsza książka z serii Clarice Bean
- I Want a Pet! (1999)
- Beware of the Storybook Wolves (2000)
- I Will Not Ever Never Eat a Tomato (2000) – pierwsza książka z serii Charlie and Lola
- My Uncle is a Hunkle Says Clarice Bean (2000) – Clarice Bean
- I Am Not Sleepy and I Will Not Go to Bed (2001) – Charlie and Lola
- My Dream Bed (2001)
- What Planet Are You From Clarice Bean? (2001) – Clarice Bean
- That Pesky Rat (2002)
- Utterly me, Clarice Bean (2002) – Clarice Bean, pierwsza powieść
- Who's Afraid of the Big Bad Book? (2002)
- I Am Too Absolutely Small for School (2003) – Charlie and Lola
- Clarice Bean Spells Trouble (2004) – Clarice Bean powieść
- Hubert Horatio Bartle Bobton-Trent (2004)
- Bat Cat (2005)
- Beware of Storybook Wolves (2005)
- The Princess and the Pea (2005), adaptacja bajki Hansa Christiana Andersena z 1835 roku
- Clarice Bean, Don't Look Now (2006) – Clarice Bean powieść
- Slightly Invisible (2010) – Charlie and Lola
- Ruby Redfort, Look Into My Eyes (2011)

jako ilustratorka
- Addy the Baddy (1993)
- Stand Up for Yourself! (1996)
- The Complete Poetical Works of Phoebe Flood (1997)
- Dream On, Daisy! (2001)
- I'd Like a Little Word, Leonie (2001)
- Just You Wait, Winona (2001)
- What's the Matter, Maya? (2001)
- You Must Be Joking, Jimmy! (2001)
- You're a Disgrace, Daisy (2001)
- Dan's Angel: A Detective's Guide to the Language of Painting (2002)
- Pippi Longstocking (2007) klasyczne wydanie Astrid Lindgren z 1945
- seria Ania z Zielonego Wzgórza (2008, 2009), reedycja klasycznego wydania Lucy Maud Montgomery z lat 1908-1915

## Nagrody i wyróżnienia
12 grudnia 2008 roku Lauren Child uhonorowana tytułem Artysty UNESCO na rzecz Pokoju.
W 2010 roku odznaczono Orderem Imperium Brytyjskiego (MBE)
Zdobyła dwie główne brytyjskie nagrody za twórczość dla dzieci.
- 2000, I Will Not Ever Never Eat A Tomato, Kate Greenaway Medal za ilustracje[6]
- 2002, That Pesky Rat (Orchard Books), Nestlé Smarties Book Prize, w kategorii 6-8 lat

Książki What Planet Are You From Clarice Bean? jak i That Pesky Rat wygrały Smarties Prize „Network Kids' Club Special Award”.